# La Guisiade
La Guisiade est une pièce de théâtre de Pierre Matthieu publiée en 1589. C'est une tragédie en cinq actes de 2152 vers (dans la 3e édition).

## Résumé
- Acte I : (Blois) Dans un long monologue, le duc de Guise manifeste sa surprise devant l’hostilté du roi, alors qu’il a toujours servi la France. Le chœur se lamente sur les malheurs du pays.
- Acte II : Catherine de Médicis essaie de persuader le roi son fils de se rapprocher de Guise. Le roi lui accordera un entretien. Le chœur redoute une trahison. La réconciliation a lieu. Le chœur s’en réjouit.
- Acte III : Épernon invoque les Enfers. Le chœur dénonce l’Envie. Henri III « se réconcilie avec les États ». Pour le chœur la tempête finit par se calmer.
- Acte IV : Henri III se laisse convaincre par le diable, présent sur scène, d’assassiner Guise. Le chœur condamne le comportement du roi. Guise passe outre ses pressentiments et se prépare à rejoindre le roi. Henri III hésite quelque peu. Le chœur déplore la marche des événements.
- Acte V : Madame de Nemours, la mère de Guise, se lamente après son assassinat, annoncé par un messager.

## Contexte et étude de l'œuvre

### Contexte
La Guisiade est la dernière pièce du jeune Pierre Matthieu. Elle suit Clytemnestre, Esther, Vashti et Aman. C'est la seule pièce où il traite de l’actualité.
Le 23 décembre 1588, Henri de Lorraine, duc de Guise est assassiné à Blois sur l’ordre du roi par « les quarante-cinq » hobereaux gascons qui lui sont dévoués.
La pièce fut éditée trois fois.

### Dramaturgie
Dans cette pièce, comme l’a montré Louis Lobbes, Matthieu se conforme aux modèles donnés par Étienne Jodelle et Robert Garnier : chaque acte correspond à un moment précis : exposition, début de l’action, nœud, crise et dénouement.
« Dans les trois premiers actes, la Reine-Mère, le duc de Guise et les États Généraux ne cessent d'inciter le roi à suivre l'exemple de ses illustres ancêtres [...] qui, en combattant les ennemis de l'Église, ont du coup accru le prestige de la monarchie française. [...] Mais voici qu'à l'acte IV, le démon vient démolir ce bel édifice.» (Louis Lobbes, introduction à son édition de La Guisiade, Genève, Droz, 1990, p. 30).
L’unité de lieu est respectée (Blois). Il n’en va pas de même pour l’unité de temps, puisque les événements se passent de mai à décembre.

## Édition moderne
- Louis Lobbes, Genève, Droz, « Textes littéraires français » n° 377, 1990.